# HD 50554 b
HD 50554 b는 쌍둥이자리 방향으로 지구로부터 약 101광년 떨어진 곳에 있는 외계 행성이다. 어머니 항성은 태양보다 좀 더 뜨겁고 밝은 HD 50554이다. 최소 질량은 목성의 4.4배로, 질량 작은 슈퍼 목성으로 분류할 수 있다. 공전주기는 1223일이다. 항성과 이 행성이 떨어져 있는 실제 간격은 3억 4,100만 킬로미터이다. 밤하늘에서 항성과 b가 떨어져 있는 겉보기 시야각은 73.5밀리초각이다.
데브라 피셔 외 네 행성탐사팀이 2002년 발견했다. 이들은 행성이 항성 주위를 돌면서 중력적으로 별을 흔드는 것을 감지하는 도플러 분광법을 이용, 행성의 존재를 밝혀냈다.

## 같이 보기
- HD 50499 b

## 참고 문헌
- (영어) Butler;  외. (2006). “Catalog of Nearby Exoplanets”. 《The Astrophysical Journal》 646 (1): 505–522. doi:10.1086/504701. 2019년 12월 7일에 원본 문서에서 보존된 문서. 2009년 6월 21일에 확인함.
- (영어) Fischer;  외. (2002). “Planetary Companions to HD 136118, HD 50554, and HD 106252”. 《Publications of the Astronomical Society of the Pacific》 114: 529 – 535. doi:10.1086/341677. 2013년 10월 27일에 원본 문서에서 보존된 문서. 2009년 6월 21일에 확인함.